# Pink Peace
Pink Peace er navnet på en rose (plante). 'Pink Peace' er en mutation fra klonen 'Peace', som også kaldes 'Fredsrosen', fordi den kom på markedet netop ved afslutningen af 2. verdenskrig. 'Peace' og dermed 'Pink Peace' er stadig blandt de allermest sygdomsfrie rosensorter.
| Botanik | Spire Denne botanikartikel er en spire som bør udbygges. Du er velkommen til at hjælpe Wikipedia ved at udvide den. |